# فرودگاه یوبیلینی
فرودگاه یوبیلینی (به قزاقی: Yubileyniy Airport) یک فرودگاه در قزاقستان است که در بایکونور واقع شده‌است.